# Pmui III.
Pmui III. war um 820 bis 805 v. Chr. (Kitchen) während der 22. Dynastie (Dritte Zwischenzeit) Herrscher von Herakleopolis.
Er war der Nachfolger des Ptahudjanchef und Vorgänger von Hemptah I.